# Воронцова Дарина Андріївна
Дарина Андріївна Івкова (Воронцова) (нар. 20 березня 1993, Одеса, Україна) — українська футболістка та футзалістка, нападниця жіночої футбольної команди «Сістерс» (Одеса). Виступала за Збірну України.

## Життєпис
Вихованка одеської ДЮСШ № 9, також в юності виступала за декілька місцевих аматорських футбольних та футзальних команд. Визнавалася найкращим гравцем міських турнірів. Через відсутність в Одесі професіональної команди почала шукати клуб в інших містах, восени 2011 року виступала за футзальний колектив «Злагода-Олімпік» (Дніпропетровськ).
На початку 2012 року перейшла в російський клуб «Кубаночка». Дебютний матч у вищій лізі Росії зіграла 26 квітня 2012 року, замінивши на 76-й хвилині Сніжану Кемрюгову. Першим голом у Росії відзначилася 28 травня 2012 року в воротах «Рязані-ВДВ». Загалом за три неповних сезони в російському чемпіонаті зіграла 36 матчів, відзначилася 7 голами. У 2014 році також перебувала в складі «Кубаночки», але жодного разу не вийшла на поле.
У 2012 році включена до складу національної збірної, за яку в 2012—2013 роках зіграла 7 матчів.Відзначилася одним голом — 15 вересня 2012 року в ворота збірної Білорусії .
На початку 2015 року побувала на перегляді в клубі «Ятрань-Базис», проте опинилася в складі клубу «Пантери» з Умані, за який виступала в зимовій першості України та у провела 1 поєдинок у Вищій лізі. 
Після травми на довгий період часу призупинила свою футбольну кар'єру. За цей час народила доньку.
В 2023-му році стала нападницею одеської команди «Сістерс», у складі якої зробила пента-трик в першому ж своєму офіційному матчі за цей клуб.